# Laphria limbinervis
Laphria limbinervis är en tvåvingeart som beskrevs av Gabriel Strobl 1898. Laphria limbinervis ingår i släktet Laphria och familjen rovflugor. Inga underarter finns listade i Catalogue of Life.